# Crossover (曲)
「Crossover」（クロスオーバー）は、原由実の楽曲。ワラビサコが作詞、Johnny.kが作曲を手掛けた。原の5枚目のシングルとして2014年10月29日に5pb.Recordsから発売された。

## 音楽性
1stアルバム『Place of my life』に近いロック調でライブ映えする曲。
表題曲としては自身初となるノンタイアップになっており、前作までと違い原自身が候補の楽曲を4つに絞り、その中からプロデューサーの濱田智之が選んだという。そしてレコーディングでは自身の声色とオケを溶け込ませるため収録を何回か重ねたという。
作詞は原がコンペで音と絡み合い、かつとタイトルに合いそうな詞を5つ絞ったが、最終的には1stアルバム『Place of my life』の3曲目「風のオーケストラ」を手掛けたワラビサコの歌詞に決まったこともあってか安心して歌えたという。
PVは、原が夜景で歌うシーンの冒頭と終わりにそれぞれ交差点とトンネルでのシーンを挟む内容になっている。撮影は2014年9月9日の早朝から千駄ヶ谷のトンネル、渋谷、お台場で丸1日に渡って行われたが、渋谷スクランブル交差点でのシーンは原自身が度々足を運んでいて恥ずかしさを感じていたため顔がまだ知られていない場所での撮影に変更することを頼んだが、曲のイメージに一番近いのが渋谷の交差点であったことから敢無く却下されたという。ちなみに撮影時はポケットにiPhoneを入れて口パクで行ったが、苦手としていた渋谷スクランブル交差点でのシーンの後に行われたお台場でのロケでは多くの観光客に注目されたことを明かしている。なおこれらの撮影は超望遠レンズを用いて遠隔的に行われた。

## シングルリリース
2014年10月29日に5pb.Recordsから発売された。原のシングルとしては前作「Rose on the breast」から3か月ぶりのリリースとなる。
販売形態はDVD付盤（FVCG-1318）と通常盤（FVCG-1319）の2種リリースで、DVD付盤には本曲のPVおよびメイキングを収録したDVDが同梱されている。
DVD付盤のジャケットは私服に近い緑色の服を着ているが、これはスタッフからそのことを指摘されたことによるもので、後日ショップで同系等の色を買ったという。
2曲目「Dear blue sky」は、PlayStation 3およびPlayStation Vita用ソフト『この大空に、翼をひろげて CRUISE SIGN』のイメージソングに起用された。 原曰く「歌のお姉さんが爽やかに歌う感じ」の曲。当初は明るく歌うことを予定していたが、ディレクションではウィスパーボイスで歌うことを要請されたという。そのため原は息を多く消費し、場合によっては息切れの可能性のあることからその当たりに配慮しながら収録を行ったという。
3曲目「虹色」はいわゆる応援歌で、原の思い描いた内容を表現しており、AメロやBメロではウィスパーボイスやかわいらしさを表現している。歌い方は全体的に小声に近い歌い方をしていたが、歌詞の一部には完全に小声にした方が相応しい箇所があったため自身が納得するまで収録を行ったという。
メイキングには『原由実の○○ラジオ』で原が各地の名産物を試食するコーナー「由実☆シュラン」が収録されているが、実は当初予定していたラーメンを試食するシーンはラーメンを食べることに熱が入りすぎて撮影を忘れたためスタッフのラーメンを拝借して撮影が行われた。一方実際に収録された「由実☆シュラン」は、銀だこで買ったたこ焼きを頬張るシーンが収録されている。

### キャッチコピー
現在…それは未来と過去が交錯する場所

## シングル収録内容
| #         | タイトル                                                            | 作詞       | 作曲             | 編曲             | 時間  |
| --------- | ------------------------------------------------------------------- | ---------- | ---------------- | ---------------- | ----- |
| 1.        | 「Crossover」(テレビ番組『アニメTV』2014年10月度オープニングテーマ) | ワラビサコ | Johnny.k         | Johnny.k         | 4:32  |
| 2.        | 「Dear blue sky」                                                   | 逢瀬水織   | おおくまけんいち | おおくまけんいち | 4:08  |
| 3.        | 「虹色」                                                            | 松本流花   | L75-3            | 石塚玲依         | 5:05  |
| 4.        | 「Crossover -off vocal-」                                           |            |                  |                  | 4:31  |
| 5.        | 「Dear blue sky -off vocal-」                                       |            |                  |                  | 4:08  |
| 6.        | 「虹色 -off vocal-」                                                |            |                  |                  | 5:03  |
| 合計時間: | 合計時間:                                                           | 合計時間:  | 合計時間:        | 合計時間:        | 27:30 |

| #  | タイトル                             | 作詞 | 作曲・編曲 |
| -- | ------------------------------------ | ---- | ---------- |
| 1. | 「Crossover」(Music Video)           |      |            |
| 2. | 「Crossover (Music Video) -Making-」 |      |            |

## チャート
| チャート（2014年）                                 | 最高位 |
| -------------------------------------------------- | ------ |
| オリコン                                           | 50     |
| Billboard Japan Hot Singles Sales                  | 57     |
| Billboard Japan Top Independent Albums and Singles | 24     |